# Peyrecave
Peyrecave (gaskognisch: Pèiracava) ist eine französische Gemeinde mit 70 Einwohnern (Stand 1. Januar 2022) im Département Gers in der Region Okzitanien (bis 2015 Midi-Pyrénées); sie gehört zum Arrondissement Condom und zum Gemeindeverband Lomagne Gersoise. Die Bewohner nennen sich Peyrecavais/Peyrecavaises.
Sie ist umgeben von den Nachbargemeinden Mansonville (im Département Tarn-et-Garonne) im Nordosten, Lachapelle (im Département Tarn-et-Garonne) im Osten und Südosten, Miradoux im Südwesten und Westen sowie Flamarens im Nordwesten und Norden.

## Bevölkerungsentwicklung
| Jahr                       | 1793 | 1821 | 1841 | 1926 | 1962 | 1968 | 1975 | 1982 | 1990 | 1999 | 2006 | 2011 | 2016 |
| Einwohner                  | 228  | 304  | 304  | 134  | 162  | 140  | 129  | 120  | 105  | 82   | 88   | 75   | 70   |
| Quellen: Cassini und INSEE |      |      |      |      |      |      |      |      |      |      |      |      |      |